# Тиньяле
Тиньяле (итал. Tignale) — коммуна в Италии, располагается в провинции Брешиа области Ломбардия.
Население составляет 1321 человек (2008 г.), плотность населения составляет 28 чел./км². Занимает площадь 48 км². Почтовый индекс — 25080. Телефонный код — 0365.
В коммуне 8 сентября особо празднуется Рождество Пресвятой Богородицы.

## Демография
Динамика населения:

## Администрация коммуны
- Официальный сайт: http://www.tignale.org/